# Erkki Eirto
Erkki Eirto (6 de abril de 1907 – 1 de agosto de 1954) fue un barítono cantante de ópera finlandés, que a partir de 1931 y a lo largo de veinte años actuó en diferentes representaciones líricas.

## Biografía
Su verdadero nombre era Erik Vilhelm Eklund, y nació en Helsinki, Finlandia.
Eirto fue también cantante de temas populares, entre ellos “Vartiossa” y “Ilta kannaksella”. En el género popular utilizó los pseudónimos Eero Tammisto y Tauno Eskola.
En los años 1930–1932, 1938 y 1942–1943, realizó 59 grabaciones, una de ellas junto a la actriz Martta Kinnunen.
Erkki Eirto falleció en Helsinki, Finlandia, en el año 1954. Fue enterrado en el Cementerio de Hietaniemi, en dicha ciudad. Había estado casado con la actriz Liisa Säilä y era padre del cantante  Juha Eirto (1934–2011).